# Автошлях Т 2506
Автошля́х Т 2506 — автомобільний шлях територіального значення у Чернігівській області. Пролягає територією Чернігівського та Ріпкинського районів через Чернігів — Любеч. Загальна довжина — 44,0 км.

## Маршрут
Автошлях проходить через такі населені пункти:
| Автошлях Т 2506      |        |
| Чернігівська область |        |
| Чернігівський район  |        |
| Чернігів             |        |
| Кошівка              | E95М01 |
| Редьківка            |        |
| Рудка                |        |
| Мохнатин             |        |
| Довжик               |        |
| Кувечичі             |        |
| Павлівка             |        |
| Ріпкинський район    |        |
| Шумани               |        |
| Смолигівка           |        |
| Березівка            |        |
| Любеч                | Р83    |